# 垂水市立図書館
垂水市立図書館（たるみずしりつとしょかん）は、日本の鹿児島県垂水市が市内に設置している公立図書館である。

## 概要
垂水市（旧肝属郡新城村）出身で官選徳島県知事などを歴任した中村四郎から「市民の文化教育の高揚に役立ててほしい」として市に寄附された1億円を原資に設立された基金により、1991年（平成3年）11月に開館した。
垂水市内には書店がないため、市民にとっては本館が唯一の「本と親しめる場」となっている。
館外貸出
10冊まで15日間
開館時間
9時30分 - 18時00分
休館日
月曜日（祝日開館日の場合は翌日休館）
年末年始（12月29日から1月3日まで）
特別整理期間

## アクセス
- 鹿児島県垂水市南松原町38番地 郵便番号891-2129

鹿児島交通路線バス各線で「垂水中前」下車、東へ徒歩5分。